# Campeonato de Primera D 2023
El Campeonato de Primera D 2023 fue la septuagésima quinta y última edición del torneo, quinta categoría del fútbol argentino en el orden de los clubes directamente afiliados a la AFA. En 2024 la Primera D se unificó con la Primera C. 
El único nuevo equipo participante fue El Porvenir, descendido de la Primera C 2022 que regresó al torneo tras de su última intervención en la temporada 2016.
La disputaron un total de once equipos. Consagró campeón al Centro Social y Recreativo Español.

## Ascensos y descensos
| Posición | Ascendido a la Primera C 2023 |
| -------- | ----------------------------- |
| Campeón  | Yupanqui                      |

| Pos. | Descendido de la Primera C 2022 |
| ---- | ------------------------------- |
| 19.° | El Porvenir                     |

## Equipos participantes
| Equipo                   | Ciudad           | Estadio                    | Capacidad |
| ------------------------ | ---------------- | -------------------------- | --------- |
| Argentino                | Rosario          | José Martín Olaeta         | 6800      |
| Central Ballester        | José León Suárez | Predio Cacique             | 1100      |
| Centro Español           | Villa Sarmiento  | No posee                   | -         |
| Defensores de Cambaceres | Ensenada         | 12 de Octubre              | 3000      |
| Deportivo Paraguayo      | Buenos Aires     | No posee                   | -         |
| El Porvenir              | Gerli            | Gildo Francisco Ghersinich | 14 000    |
| Juventud Unida           | San Miguel       | Ciudad de San Miguel       | 3200      |
| Lugano                   | Tapiales         | José María Moraños         | 1500      |
| Mercedes                 | Mercedes         | Liga Mercedina             | 6000      |
| Muñiz                    | Muñiz            | No posee                   | -         |
| Sportivo Barracas        | Buenos Aires     | No posee                   | -         |

| 1. 2. 3. 4. |

### Distribución geográfica de los equipos
| Región                                   | Cant. | Equipos                                                                         |
| ---------------------------------------- | ----- | ------------------------------------------------------------------------------- |
| Conurbano bonaerense                     | 6     | Central Ballester, Centro Español, El Porvenir, Juventud Unida, Lugano, y Muñiz |
| Ciudad de Buenos Aires                   | 2     | Deportivo Paraguayo y Sportivo Barracas                                         |
| Gran La Plata                            | 1     | Defensores de Cambaceres                                                        |
| Interior de la provincia de Buenos Aires | 1     | Mercedes                                                                        |
| Ciudad de Rosario                        | 1     | Argentino                                                                       |

## Formato

### Sistema de disputa
Se jugaron dos certámenes independientes uno del otro llamados, respectivamente, Primer y Segundo torneo. El primero se jugó a una sola rueda por el sistema de todos contra todos y consagró a un ganador. El segundo se jugó por el mismo sistema, a dos ruedas, y el ganador fue el campeón de la temporada. Además, este último adquirió el mismo derecho deportivo que se determine para los equipos de Primera C, es decir que podrá ascender a la Primera B 2025, a diferencia del resto de clubes.

### Ascensos y desafiliación
No hubo ascensos ni desafiliación temporaria, por la unificación entre la Primera C y la Primera D en el año 2024.

### Clasificación a la Copa Argentina 2024
El ganador del Primer torneo y el campeón de la temporada clasificaron a la Copa Argentina 2024. Si un equipo ganaba ambos torneos, el segundo clasificado hubiese sido el que ocupe el 2.° puesto del Segundo torneo.

## Primer torneo

### Tabla de posiciones final
| Pos. | Equipo                   | Pts. | PJ | PG | PE | PP | GF | GC | Dif. |
| ---- | ------------------------ | ---- | -- | -- | -- | -- | -- | -- | ---- |
| 1.º  | El Porvenir              | 20   | 10 | 6  | 2  | 2  | 12 | 5  | 7    |
| 2.º  | Muñiz                    | 20   | 10 | 6  | 2  | 2  | 13 | 7  | 6    |
| 3.º  | Sportivo Barracas        | 16   | 10 | 5  | 1  | 4  | 10 | 10 | 0    |
| 4.º  | Lugano                   | 16   | 10 | 5  | 1  | 4  | 11 | 12 | −1   |
| 5.º  | Juventud Unida           | 15   | 10 | 4  | 3  | 3  | 14 | 11 | 3    |
| 6.º  | Defensores de Cambaceres | 15   | 10 | 4  | 3  | 3  | 9  | 10 | −1   |
| 7.º  | Centro Español           | 14   | 10 | 3  | 5  | 2  | 10 | 7  | 3    |
| 8.º  | Mercedes                 | 12   | 10 | 3  | 3  | 4  | 13 | 15 | −2   |
| 9.º  | Deportivo Paraguayo      | 11   | 10 | 2  | 5  | 3  | 7  | 7  | 0    |
| 10.º | Argentino de Rosario     | 11   | 10 | 3  | 2  | 5  | 11 | 14 | −3   |
| 11.º | Central Ballester        | 1    | 10 | 0  | 1  | 9  | 2  | 14 | −12  |

|  | Ganador. Clasificó a la Copa Argentina 2024. |

#### Evolución de las posiciones
| Equipo / Fecha           | 1    | 2    | 3    | 4    | 5    | 6    | 7    | 8    | 9    | 10   | 11   |
| ------------------------ | ---- | ---- | ---- | ---- | ---- | ---- | ---- | ---- | ---- | ---- | ---- |
| Argentino de Rosario     | 8.º  | 8.º  | 4.º  | 2.°  | 4.°  | 5.°  | 8.°  | 5.°  | 7.°  | 9.°  | 10.° |
| Central Ballester        | 9.º  | 11.º | 11.º | 11.° | 11.° | 11.° | 11.° | 11.° | 11.° | 11.° | 11.° |
| Centro Español           | 5.º  | 7.º  | 9.º  | 10.° | 10.° | 9.°  | 5.°  | 2.°  | 4.°  | 5.°  | 7.°  |
| Defensores de Cambaceres | 10.º | 9.º  | 10.º | 9.°  | 7.°  | 3.°  | 7.°  | 4.°  | 1.°  | 4.°  | 6.°  |
| Deportivo Paraguayo      | 3.º  | 5.º  | 6.º  | 7.°  | 9.°  | 10.° | 10.° | 10.° | 8.°  | 10.° | 9.°  |
| El Porvenir              | 3.º  | 2.º  | 7.º  | 3.°  | 5.°  | 6.°  | 3.°  | 6.°  | 2.°  | 1.°  | 1.°  |
| Juventud Unida           | -    | 10.º | 8.º  | 8.°  | 3.°  | 4.°  | 6.°  | 8.°  | 6.°  | 8.°  | 5.°  |
| Lugano                   | 9.º  | 5.º  | 3.º  | 5.°  | 6.°  | 8.°  | 4.°  | 7.°  | 9.°  | 6.°  | 4.°  |
| Mercedes                 | 5.º  | 2.º  | 4.º  | 6.°  | 8.°  | 7.°  | 9.°  | 9.°  | 10.° | 7.°  | 8.°  |
| Muñiz                    | 2.º  | 4.º  | 2.º  | 1.°  | 1.°  | 1.°  | 2.°  | 1.°  | 3.°  | 2.°  | 2.°  |
| Sportivo Barracas        | 1.º  | 1.º  | 1.º  | 4.°  | 2.°  | 2.°  | 1.°  | 3.°  | 5.°  | 3.°  | 3.°  |

|  |

### Resultados
| Fecha 1                  | Fecha 1   | Fecha 1              | Fecha 1               | Fecha 1     | Fecha 1 |
| Local                    | Resultado | Visitante            | Estadio               | Fecha       | Hora    |
| ------------------------ | --------- | -------------------- | --------------------- | ----------- | ------- |
| Lugano                   | 0 - 1     | El Porvenir          | José María Moraños    | 18 de marzo | 15:30   |
| Central Ballester        | 0 - 1     | Deportivo Paraguayo  | Predio Cacique        | 18 de marzo | 15:30   |
| Centro Español           | 1 - 1     | Mercedes             | Carlos Alberto Sacaan | 18 de marzo | 15:30   |
| Defensores de Cambaceres | 0 - 2     | Sportivo Barracas    | 12 de Octubre         | 20 de marzo | 15:30   |
| Muñiz                    | 2 - 1     | Argentino de Rosario | Ciudad de San Miguel  | 20 de marzo | 15:30   |
| Libre: Juventud Unida    |           |                      |                       |             |         |

| Fecha 2              | Fecha 2   | Fecha 2                  | Fecha 2                    | Fecha 2     | Fecha 2 |
| Local                | Resultado | Visitante                | Estadio                    | Fecha       | Hora    |
| -------------------- | --------- | ------------------------ | -------------------------- | ----------- | ------- |
| Argentino de Rosario | 0 - 0     | Centro Español           | José Martín Olaeta         | 25 de marzo | 15:30   |
| Mercedes             | 1 - 0     | Central Ballester        | Liga Mercedina             | 25 de marzo | 15:30   |
| Deportivo Paraguayo  | 0 - 1     | Lugano                   | Juan Antonio Arias         | 25 de marzo | 15:30   |
| El Porvenir          | 1 - 1     | Defensores de Cambaceres | Gildo Francisco Ghersinich | 25 de marzo | 15:30   |
| Sportivo Barracas    | 3 - 2     | Juventud Unida           | Nuevo Francisco Urbano     | 27 de marzo | 15:30   |
| Libre: Muñiz         |           |                          |                            |             |         |

| Fecha 3                  | Fecha 3   | Fecha 3              | Fecha 3               | Fecha 3    | Fecha 3 |
| Local                    | Resultado | Visitante            | Estadio               | Fecha      | Hora    |
| ------------------------ | --------- | -------------------- | --------------------- | ---------- | ------- |
| Juventud Unida           | 2 - 0     | El Porvenir          | Ciudad de San Miguel  | 1 de abril | 15:30   |
| Defensores de Cambaceres | 1 - 1     | Deportivo Paraguayo  | 12 de Octubre         | 1 de abril | 15:30   |
| Lugano                   | 2 - 1     | Mercedes             | José María Moraños    | 1 de abril | 15:30   |
| Central Ballester        | 1 - 2     | Argentino de Rosario | Predio Cacique        | 1 de abril | 15:30   |
| Centro Español           | 2 - 3     | Muñiz                | Carlos Alberto Sacaan | 1 de abril | 15:30   |
| Libre: Sportivo Barracas |           |                      |                       |            |         |

| Fecha 4               | Fecha 4   | Fecha 4                  | Fecha 4                    | Fecha 4     | Fecha 4 |
| Local                 | Resultado | Visitante                | Estadio                    | Fecha       | Hora    |
| --------------------- | --------- | ------------------------ | -------------------------- | ----------- | ------- |
| Mercedes              | 1 - 1     | Defensores de Cambaceres | Liga Mercedina             | 7 de abril  | 15:30   |
| Argentino de Rosario  | 3 - 0     | Lugano                   | José Martín Olaeta         | 7 de abril  | 15:30   |
| Deportivo Paraguayo   | 1 - 1     | Juventud Unida           | Juan Antonio Arias         | 8 de abril  | 15:30   |
| El Porvenir           | 2 - 0     | Spotivo Barracas         | Gildo Francisco Ghersinich | 8 de abril  | 15:30   |
| Muñiz                 | 2 - 0     | Central Ballester        | Ciudad de San Miguel       | 10 de abril | 15:30   |
| Libre: Centro Español |           |                          |                            |             |         |

| Fecha 5                  | Fecha 5   | Fecha 5              | Fecha 5                | Fecha 5     | Fecha 5 |
| Local                    | Resultado | Visitante            | Estadio                | Fecha       | Hora    |
| ------------------------ | --------- | -------------------- | ---------------------- | ----------- | ------- |
| Juventud Unida           | 2 - 1     | Mercedes             | Ciudad de San Miguel   | 15 de abril | 15:30   |
| Lugano                   | 0 - 0     | Muñiz                | José María Moraños     | 15 de abril | 15:30   |
| Sportivo Barracas        | 1 - 0     | Deportivo Paraguayo  | Nuevo Francisco Urbano | 16 de abril | 15:30   |
| Central Ballester        | 1 - 1     | Centro Español       | Predio Cacique         | 16 de abril | 15:30   |
| Defensores de Cambaceres | 2 - 0     | Argentino de Rosario | 12 de Octubre          | 17 de abril | 15:30   |
| Libre: El Porvenir       |           |                      |                        |             |         |

| Fecha 6                  | Fecha 6   | Fecha 6                  | Fecha 6               | Fecha 6     | Fecha 6 |
| Local                    | Resultado | Visitante                | Estadio               | Fecha       | Hora    |
| ------------------------ | --------- | ------------------------ | --------------------- | ----------- | ------- |
| Argentino de Rosario     | 1 - 1     | Juventud Unida           | José Martín Olaeta    | 22 de abril | 15:30   |
| Mercedes                 | 2 - 1     | Sportivo Barracas        | Liga Mercedina        | 22 de abril | 15:30   |
| Centro Español           | 3 - 0     | Lugano                   | Carlos Alberto Sacaan | 23 de abril | 15:30   |
| Muñiz                    | 0 - 1     | Defensores de Cambaceres | Ciudad de San Miguel  | 23 de abril | 15:30   |
| Deportivo Paraguayo      | 0 - 0     | El Porvenir              | Juan Antonio Arias    | 24 de abril | 15:30   |
| Libre: Central Ballester |           |                          |                       |             |         |

| Fecha 7                    | Fecha 7   | Fecha 7              | Fecha 7                    | Fecha 7     | Fecha 7 |
| Local                      | Resultado | Visitante            | Estadio                    | Fecha       | Hora    |
| -------------------------- | --------- | -------------------- | -------------------------- | ----------- | ------- |
| El Porvenir                | 2 - 1     | Mercedes             | Gildo Francisco Ghersinich | 29 de abril | 15:30   |
| Lugano                     | 2 - 0     | Central Ballester    | José María Moraños         | 29 de abril | 15:30   |
| Sportivo Barracas          | 1 - 0     | Argentino de Rosario | Nuevo Francisco Urbano     | 2 de mayo   | 15:30   |
| Juventud Unida             | 1 - 1     | Muñiz                | Ciudad de San Miguel       | 2 de mayo   | 15:30   |
| Defensores de Cambaceres   | 0 - 1     | Centro Español       | 12 de Octubre              | 2 de mayo   | 15:30   |
| Libre: Deportivo Paraguayo |           |                      |                            |             |         |

| Fecha 8              | Fecha 8   | Fecha 8                  | Fecha 8               | Fecha 8   | Fecha 8 |
| Local                | Resultado | Visitante                | Estadio               | Fecha     | Hora    |
| -------------------- | --------- | ------------------------ | --------------------- | --------- | ------- |
| Argentino de Rosario | 1 - 0     | El Porvenir              | José Martín Olaeta    | 6 de mayo | 15:30   |
| Mercedes             | 1 - 1     | Deportivo Paraguayo      | Liga Mercedina        | 6 de mayo | 15:30   |
| Central Ballester    | 0 - 1     | Defensores de Cambaceres | Predio Cacique        | 8 de mayo | 15:30   |
| Centro Español       | 2 - 0     | Juventud Unida           | Carlos Alberto Sacaan | 9 de mayo | 15:30   |
| Muñiz                | 1 - 0     | Sportivo Barracas        | Ciudad de San Miguel  | 9 de mayo | 15:30   |
| Libre: Lugano        |           |                          |                       |           |         |

| Fecha 9                  | Fecha 9   | Fecha 9              | Fecha 9                    | Fecha 9    | Fecha 9 |
| Local                    | Resultado | Visitante            | Estadio                    | Fecha      | Hora    |
| ------------------------ | --------- | -------------------- | -------------------------- | ---------- | ------- |
| Deportivo Paraguayo      | 3 - 1     | Argentino de Rosario | Juan Antonio Arias         | 13 de mayo | 15:30   |
| El Porvenir              | 2 - 0     | Muñiz                | Gildo Francisco Ghersinich | 13 de mayo | 15:30   |
| Defensores de Cambaceres | 2 - 1     | Lugano               | 12 de Octubre              | 14 de mayo | 15:30   |
| Sportivo Barracas        | 0 - 0     | Centro Español       | Nuevo Francisco Urbano     | 15 de mayo | 15:30   |
| Juventud Unida           | 1 - 0     | Central Ballester    | Ciudad de San Miguel       | 15 de mayo | 15:30   |
| Libre: Mercedes          |           |                      |                            |            |         |

| Fecha 10                        | Fecha 10  | Fecha 10            | Fecha 10              | Fecha 10   | Fecha 10 |
| Local                           | Resultado | Visitante           | Estadio               | Fecha      | Hora     |
| ------------------------------- | --------- | ------------------- | --------------------- | ---------- | -------- |
| Central Ballester               | 0 - 1     | Sportivo Barracas   | Predio Cacique        | 20 de mayo | 15:30    |
| Argentino de Rosario            | 2 - 4     | Mercedes            | José Martín Olaeta    | 20 de mayo | 15:30    |
| Centro Español                  | 0 - 2     | El Porvenir         | Carlos Alberto Sacaan | 22 de mayo | 15:30    |
| Muñiz                           | 1 - 0     | Deportivo Paraguayo | Ciudad de San Miguel  | 22 de mayo | 15:30    |
| Lugano                          | 2 - 1     | Juventud Unida      | José María Moraños    | 23 de mayo | 14:00    |
| Libre: Defensores de Cambaceres |           |                     |                       |            |          |

| Fecha 11                    | Fecha 11  | Fecha 11                 | Fecha 11                   | Fecha 11   | Fecha 11 |
| Local                       | Resultado | Visitante                | Estadio                    | Fecha      | Hora     |
| --------------------------- | --------- | ------------------------ | -------------------------- | ---------- | -------- |
| Mercedes                    | 0 - 3     | Muñiz                    | Liga Mercedina             | 28 de mayo | 15:30    |
| Juventud Unida              | 3 - 0     | Defensores de Cambaceres | Ciudad de San Miguel       | 28 de mayo | 15:30    |
| El Porvenir                 | 2 - 0     | Central Ballester        | Gildo Francisco Ghersinich | 28 de mayo | 15:30    |
| Sportivo Barracas           | 1 - 3     | Lugano                   | Nuevo Francisco Urbano     | 28 de mayo | 15:30    |
| Deportivo Paraguayo         | 0 - 0     | Centro Español           | Juan Antonio Arias         | 29 de mayo | 15:30    |
| Libre: Argentino de Rosario |           |                          |                            |            |          |

## Segundo torneo

### Tabla de posiciones final
| Pos. | Equipo                   | Pts. | PJ | PG | PE | PP | GF | GC | Dif. |
| ---- | ------------------------ | ---- | -- | -- | -- | -- | -- | -- | ---- |
| 1.º  | Centro Español           | 40   | 20 | 12 | 4  | 4  | 38 | 24 | 14   |
| 2.º  | Argentino de Rosario     | 38   | 20 | 11 | 5  | 4  | 33 | 17 | 16   |
| 3.º  | El Porvenir              | 33   | 20 | 9  | 6  | 5  | 25 | 18 | 7    |
| 4.º  | Defensores de Cambaceres | 33   | 20 | 9  | 6  | 5  | 29 | 24 | 5    |
| 5.º  | Sportivo Barracas        | 25   | 20 | 6  | 7  | 7  | 14 | 18 | −4   |
| 6.º  | Mercedes                 | 25   | 20 | 6  | 7  | 7  | 18 | 24 | −6   |
| 7.º  | Muñiz                    | 23   | 20 | 6  | 5  | 9  | 19 | 27 | −8   |
| 8.º  | Juventud Unida           | 21   | 20 | 5  | 6  | 9  | 19 | 24 | −5   |
| 9.º  | Central Ballester        | 20   | 20 | 4  | 8  | 8  | 12 | 18 | −6   |
| 10.º | Lugano                   | 19   | 20 | 4  | 7  | 9  | 23 | 29 | −6   |
| 11.º | Deportivo Paraguayo      | 19   | 20 | 4  | 7  | 9  | 15 | 22 | −7   |

|  | Campeón. Clasificó a la Copa Argentina 2024. |

#### Evolución de las posiciones

##### Primera rueda
| Equipo / Fecha           | 1    | 2    | 3    | 4    | 5    | 6    | 7    | 8    | 9    | 10   | 11   |
| ------------------------ | ---- | ---- | ---- | ---- | ---- | ---- | ---- | ---- | ---- | ---- | ---- |
| Argentino de Rosario     | 6.°  | 6.°  | 6.°  | 3.°  | 1.°  | 1.°  | 1.°  | 2.°  | 1.°  | 1.°  | 2.°  |
| Central Ballester        | 9.°  | 8.°  | 10.° | 10.° | 10.° | 10.° | 7.°  | 9.°  | 9.°  | 9.°  | 10.° |
| Centro Español           | 4.°  | 3.°  | 4.°  | 2.°  | 5.°  | 3.°  | 2.°  | 1.°  | 2.°  | 2.°  | 1.°  |
| Defensores de Cambaceres | -    | 10.° | 5.°  | 4.°  | 6.°  | 6.°  | 5.°  | 4.°  | 4.°  | 4.°  | 4.°  |
| Deportivo Paraguayo      | 11.° | 9.°  | 11.° | 11.° | 11.° | 11.° | 11.° | 11.° | 11.° | 11.° | 11.° |
| El Porvenir              | 2.°  | 2.°  | 2.°  | 5.°  | 2.°  | 4.°  | 6.°  | 6.°  | 6.°  | 6.°  | 5.°  |
| Juventud Unida           | 2.°  | 4.°  | 7.°  | 7.°  | 7.°  | 8.°  | 9.°  | 8.°  | 8.°  | 8.°  | 8.°  |
| Lugano                   | 4.°  | 5.°  | 3.°  | 6.°  | 4.°  | 2.°  | 3.°  | 5.°  | 5.°  | 5.°  | 6.°  |
| Mercedes                 | 6.°  | 7.°  | 9.°  | 9.°  | 9.°  | 7.°  | 8.°  | 7.°  | 7.°  | 7.°  | 7.°  |
| Muñiz                    | 9.°  | 11.° | 8.°  | 8.°  | 8.°  | 9.°  | 10.° | 10.° | 10.° | 10.° | 9.°  |
| Sportivo Barracas        | 1.°  | 1.°  | 1.°  | 1.°  | 3.°  | 5.°  | 4.°  | 3.°  | 3.°  | 3.°  | 3.°  |

|  |

##### Segunda rueda
| Equipo / Fecha           | 12   | 13   | 14   | 15   | 16   | 17   | 18   | 19   | 20   | 21   | 22   |
| ------------------------ | ---- | ---- | ---- | ---- | ---- | ---- | ---- | ---- | ---- | ---- | ---- |
| Argentino de Rosario     | 2.°  | 1.°  | 1.°  | 1.°  | 1.°  | 1.°  | 1.°  | 1.°  | 1.°  | 1.°  | 2.°  |
| Central Ballester        | 10.° | 10.° | 10.° | 11.° | 11.° | 11.° | 9.°  | 8.°  | 9.°  | 9.°  | 9.°  |
| Centro Español           | 1.°  | 2.°  | 2.°  | 2.°  | 2.°  | 2.°  | 2.°  | 2.°  | 2.°  | 2.°  | 1.°  |
| Defensores de Cambaceres | 4.°  | 4.°  | 4.°  | 5.°  | 6.°  | 5.°  | 5.°  | 5.°  | 4.°  | 4.°  | 4.°  |
| Deportivo Paraguayo      | 11.° | 10.° | 8.°  | 8.°  | 9.°  | 8.°  | 8.°  | 10.° | 10.° | 10.° | 11.° |
| El Porvenir              | 5.°  | 5.°  | 5.°  | 4.°  | 4.°  | 4.°  | 4.°  | 4.°  | 3.°  | 3.°  | 3.°  |
| Juventud Unida           | 9.°  | 9.°  | 11.° | 10.° | 10.° | 10.° | 11.° | 11.° | 11.° | 11.° | 8.°  |
| Lugano                   | 7.°  | 7.°  | 6.°  | 7.°  | 7.°  | 9.°  | 10.° | 9.°  | 8.°  | 8.°  | 10.° |
| Mercedes                 | 6.°  | 6.°  | 7.°  | 6.°  | 5.°  | 6.°  | 6.°  | 6.°  | 7.°  | 5.°  | 6.°  |
| Muñiz                    | 8.°  | 8.°  | 9.°  | 9.°  | 8.°  | 7.°  | 7.°  | 7.°  | 6.°  | 7.°  | 7.°  |
| Sportivo Barracas        | 3.°  | 3.°  | 3.°  | 3.°  | 3.°  | 3.°  | 3.°  | 3.°  | 5.°  | 6.°  | 5.°  |

| 1. |

### Resultados

#### Primera rueda
| Fecha 1                         | Fecha 1   | Fecha 1              | Fecha 1                | Fecha 1    | Fecha 1 |
| Local                           | Resultado | Visitante            | Estadio                | Fecha      | Hora    |
| ------------------------------- | --------- | -------------------- | ---------------------- | ---------- | ------- |
| Lugano                          | 2 - 2     | Centro Español       | José María Moraños     | 3 de junio | 15:30   |
| Central Ballester               | 0 - 1     | Juventud Unida       | Predio Cacique         | 3 de junio | 15:30   |
| Mercedes                        | 1 - 1     | Argentino de Rosario | Liga Mercedina         | 3 de junio | 15:30   |
| Muñiz                           | 0 - 1     | El Porvenir          | Ciudad de San Miguel   | 5 de junio | 15:30   |
| Sportivo Barracas               | 2 - 0     | Deportivo Paraguayo  | Nuevo Francisco Urbano | 5 de junio | 15:30   |
| Libre: Defensores de Cambaceres |           |                      |                        |            |         |

| Fecha 2              | Fecha 2   | Fecha 2                  | Fecha 2                    | Fecha 2     | Fecha 2 |
| Local                | Resultado | Visitante                | Estadio                    | Fecha       | Hora    |
| -------------------- | --------- | ------------------------ | -------------------------- | ----------- | ------- |
| El Porvenir          | 2 - 1     | Defensores de Cambaceres | Gildo Francisco Ghersinich | 9 de junio  | 20:00   |
| Argentino de Rosario | 0 - 0     | Central Ballester        | José Martín Olaeta         | 10 de junio | 15:30   |
| Juventud Unida       | 0 - 1     | Sportivo Barracas        | Ciudad de San Miguel       | 12 de junio | 15:30   |
| Deportivo Paraguayo  | 1 - 1     | Lugano                   | Juan Antonio Arias         | 12 de junio | 15:30   |
| Centro Español       | 3 - 0     | Muñiz                    | Carlos Alberto Sacaan      | 12 de junio | 15:30   |
| Libre: Mercedes      |           |                          |                            |             |         |

| Fecha 3                  | Fecha 3   | Fecha 3              | Fecha 3                | Fecha 3     | Fecha 3 |
| Local                    | Resultado | Visitante            | Estadio                | Fecha       | Hora    |
| ------------------------ | --------- | -------------------- | ---------------------- | ----------- | ------- |
| Defensores de Cambaceres | 2 - 1     | Centro Español       | 12 de Octubre          | 16 de junio | 15:30   |
| Muñiz                    | 1 - 0     | Deportivo Paraguayo  | Ciudad de San Miguel   | 19 de junio | 15:30   |
| Lugano                   | 2 - 0     | Juventud Unida       | José María Moraños     | 19 de junio | 15:30   |
| Sportivo Barracas        | 0 - 0     | Argentino de Rosario | Nuevo Francisco Urbano | 19 de junio | 15:30   |
| Central Ballester        | 0 - 0     | Mercedes             | Predio Cacique         | 19 de junio | 15:30   |
| Libre: El Porvenir       |           |                      |                        |             |         |

| Fecha 4                  | Fecha 4   | Fecha 4                  | Fecha 4               | Fecha 4     | Fecha 4 |
| Local                    | Resultado | Visitante                | Estadio               | Fecha       | Hora    |
| ------------------------ | --------- | ------------------------ | --------------------- | ----------- | ------- |
| Mercedes                 | 0 - 0     | Sportivo Barracas        | Liga Mercedina        | 24 de junio | 15:30   |
| Argentino de Rosario     | 4 - 2     | Lugano                   | José Martín Olaeta    | 24 de junio | 15:30   |
| Juventud Unida           | 1 - 1     | Muñiz                    | Ciudad de San Miguel  | 25 de junio | 15:30   |
| Deportivo Paraguayo      | 0 - 1     | Defensores de Cambaceres | Juan Antonio Arias    | 25 de junio | 15:30   |
| Centro Español           | 1 - 0     | El Porvenir              | Carlos Alberto Sacaan | 26 de junio | 15:30   |
| Libre: Central Ballester |           |                          |                       |             |         |

| Fecha 5                  | Fecha 5   | Fecha 5              | Fecha 5                    | Fecha 5    | Fecha 5 |
| Local                    | Resultado | Visitante            | Estadio                    | Fecha      | Hora    |
| ------------------------ | --------- | -------------------- | -------------------------- | ---------- | ------- |
| El Porvenir              | 2 - 0     | Deportivo Paraguayo  | Gildo Francisco Ghersinich | 1 de julio | 15:30   |
| Defensores de Cambaceres | 0 - 0     | Juventud Unida       | 12 de Octubre              | 2 de julio | 15:30   |
| Lugano                   | 2 - 1     | Mercedes             | José María Moraños         | 2 de julio | 15:30   |
| Muñiz                    | 0 - 2     | Argentino de Rosario | Ciudad de San Miguel       | 3 de julio | 15:30   |
| Sportivo Barracas        | 0 - 0     | Central Ballester    | Nuevo Francisco Urbano     | 3 de julio | 15:30   |
| Libre: Centro Español    |           |                      |                            |            |         |

| Fecha 6                  | Fecha 6   | Fecha 6                  | Fecha 6              | Fecha 6    | Fecha 6 |
| Local                    | Resultado | Visitante                | Estadio              | Fecha      | Hora    |
| ------------------------ | --------- | ------------------------ | -------------------- | ---------- | ------- |
| Central Ballester        | 1 - 2     | Lugano                   | Predio Cacique       | 8 de julio | 15:30   |
| Mercedes                 | 3 - 2     | Muñiz                    | Liga Mercedina       | 8 de julio | 15:30   |
| Deportivo Paraguayo      | 0 - 4     | Centro Español           | Juan Antonio Arias   | 8 de julio | 15:30   |
| Argentino de Rosario     | 3 - 1     | Defensores de Cambaceres | José Martín Olaeta   | 9 de julio | 15:30   |
| Juventud Unida           | 1 - 1     | El Porvenir              | Ciudad de San Miguel | 9 de julio | 15:30   |
| Libre: Sportivo Barracas |           |                          |                      |            |         |

| Fecha 7                    | Fecha 7   | Fecha 7              | Fecha 7                    | Fecha 7     | Fecha 7 |
| Local                      | Resultado | Visitante            | Estadio                    | Fecha       | Hora    |
| -------------------------- | --------- | -------------------- | -------------------------- | ----------- | ------- |
| Centro Español             | 2 - 1     | Juventud Unida       | Carlos Alberto Sacaan      | 14 de julio | 15:30   |
| Defensores de Cambaceres   | 2 - 0     | Mercedes             | 12 de Octubre              | 15 de julio | 15:30   |
| Muñiz                      | 0 - 1     | Central Ballester    | Ciudad de San Miguel       | 15 de julio | 15:30   |
| Lugano                     | 0 - 0     | Sportivo Barracas    | José María Moraños         | 16 de julio | 15:30   |
| El Porvenir                | 0 - 2     | Argentino de Rosario | Gildo Francisco Ghersinich | 17 de julio | 15:30   |
| Libre: Deportivo Paraguayo |           |                      |                            |             |         |

| Fecha 8              | Fecha 8   | Fecha 8                  | Fecha 8                | Fecha 8     | Fecha 8 |
| Local                | Resultado | Visitante                | Estadio                | Fecha       | Hora    |
| -------------------- | --------- | ------------------------ | ---------------------- | ----------- | ------- |
| Central Ballester    | 1 - 2     | Defensores de Cambaceres | Predio Cacique         | 22 de julio | 15:30   |
| Mercedes             | 1 - 0     | El Porvenir              | Liga Mercedina         | 23 de julio | 15:30   |
| Argentino de Rosario | 1 - 2     | Centro Español           | José Martín Olaeta     | 23 de julio | 15:30   |
| Juventud Unida       | 0 - 0     | Deportivo Paraguayo      | Ciudad de San Miguel   | 24 de julio | 15:30   |
| Sportivo Barracas    | 1 - 0     | Muñiz                    | Nuevo Francisco Urbano | 25 de julio | 15:30   |
| Libre: Lugano        |           |                          |                        |             |         |

| Fecha 9                  | Fecha 9   | Fecha 9              | Fecha 9                    | Fecha 9     | Fecha 9 |
| Local                    | Resultado | Visitante            | Estadio                    | Fecha       | Hora    |
| ------------------------ | --------- | -------------------- | -------------------------- | ----------- | ------- |
| Defensores de Cambaceres | 0 - 0     | Sportivo Barracas    | 12 de Octubre              | 29 de julio | 15:30   |
| Deportivo Paraguayo      | 0 - 1     | Argentino de Rosario | Juan Antonio Arias         | 30 de julio | 15:30   |
| Centro Español           | 1 - 4     | Mercedes             | Carlos Alberto Sacaan      | 31 de julio | 15:30   |
| El Porvenir              | 1 - 0     | Central Ballester    | Gildo Francisco Ghersinich | 31 de julio | 15:30   |
| Muñiz                    | 1 - 1     | Lugano               | Ciudad de San Miguel       | 31 de julio | 15:30   |
| Libre: Juventud Unida    |           |                      |                            |             |         |

| Fecha 10             | Fecha 10  | Fecha 10                 | Fecha 10               | Fecha 10    | Fecha 10 |
| Local                | Resultado | Visitante                | Estadio                | Fecha       | Hora     |
| -------------------- | --------- | ------------------------ | ---------------------- | ----------- | -------- |
| Mercedes             | 0 - 2     | Deportivo Paraguayo      | Liga Mercedina         | 5 de agosto | 15:30    |
| Argentino de Rosario | 1 - 0     | Juventud Unida           | José Martín Olaeta     | 5 de agosto | 15:30    |
| Sportivo Barracas    | 2 - 1     | El Porvenir              | Nuevo Francisco Urbano | 6 de agosto | 15:30    |
| Central Ballester    | 0 - 2     | Centro Español           | Predio Cacique         | 6 de agosto | 15:30    |
| Lugano               | 1 - 2     | Defensores de Cambaceres | José María Moraños     | 7 de agosto | 15:30    |
| Libre: Muñiz         |           |                          |                        |             |          |

| Fecha 11                    | Fecha 11  | Fecha 11          | Fecha 11                   | Fecha 11     | Fecha 11 |
| Local                       | Resultado | Visitante         | Estadio                    | Fecha        | Hora     |
| --------------------------- | --------- | ----------------- | -------------------------- | ------------ | -------- |
| Defensores de Cambaceres    | 0 - 5     | Muñiz             | 12 de Octubre              | 20 de agosto | 15:30    |
| Juventud Unida              | 3 - 1     | Mercedes          | Ciudad de San Miguel       | 21 de agosto | 15:30    |
| Centro Español              | 2 - 1     | Sportivo Barracas | Carlos Alberto Sacaan      | 21 de agosto | 15:30    |
| El Porvenir                 | 3 - 1     | Lugano            | Gildo Francisco Ghersinich | 21 de agosto | 15:30    |
| Deportivo Paraguayo         | 0 - 0     | Central Ballester | Juan Antonio Arias         | 22 de agosto | 15:30    |
| Libre: Argentino de Rosario |           |                   |                            |              |          |

#### Segunda rueda
| Fecha 12                        | Fecha 12  | Fecha 12          | Fecha 12                   | Fecha 12         | Fecha 12 |
| Local                           | Resultado | Visitante         | Estadio                    | Fecha            | Hora     |
| ------------------------------- | --------- | ----------------- | -------------------------- | ---------------- | -------- |
| Argentino de Rosario            | 1 - 2     | Mercedes          | José Martín Olaeta         | 8 de septiembre  | 15:30    |
| El Porvenir                     | 0 - 1     | Muñiz             | Gildo Francisco Ghersinich | 9 de septiembre  | 15:30    |
| Centro Español                  | 1 - 1     | Lugano            | Carlos Alberto Sacaan      | 10 de septiembre | 15:30    |
| Deportivo Paraguayo             | 0 - 0     | Sportivo Barracas | Juan Antonio Arias         | 10 de septiembre | 15:30    |
| Juventud Unida                  | 1 - 2     | Central Ballester | Ciudad de San Miguel       | 12 de septiembre | 15:30    |
| Libre: Defensores de Cambaceres |           |                   |                            |                  |          |

| Fecha 13                 | Fecha 13  | Fecha 13             | Fecha 13               | Fecha 13         | Fecha 13 |
| Local                    | Resultado | Visitante            | Estadio                | Fecha            | Hora     |
| ------------------------ | --------- | -------------------- | ---------------------- | ---------------- | -------- |
| Defensores de Cambaceres | 2 - 2     | El Porvenir          | 12 de Octubre          | 15 de septiembre | 15:30    |
| Lugano                   | 0 - 2     | Deportivo Paraguayo  | José María Moraños     | 17 de septiembre | 15:30    |
| Sportivo Barracas        | 3 - 1     | Juventud Unida       | Nuevo Francisco Urbano | 18 de septiembre | 15:30    |
| Central Ballester        | 0 - 3     | Argentino de Rosario | Predio Cacique         | 19 de septiembre | 15:30    |
| Muñiz                    | 0 - 0     | Centro Español       | Ciudad de San Miguel   | 19 de septiembre | 15:30    |
| Libre: Mercedes          |           |                      |                        |                  |          |

| Fecha 14             | Fecha 14  | Fecha 14                 | Fecha 14              | Fecha 14         | Fecha 14 |
| Local                | Resultado | Visitante                | Estadio               | Fecha            | Hora     |
| -------------------- | --------- | ------------------------ | --------------------- | ---------------- | -------- |
| Argentino de Rosario | 2 - 0     | Sportivo Barracas        | José Martín Olaeta    | 23 de septiembre | 15:30    |
| Mercedes             | 0 - 0     | Central Ballester        | Liga Mercedina        | 23 de septiembre | 15:30    |
| Centro Español       | 4 - 2     | Defensores de Cambaceres | Carlos Alberto Sacaan | 24 de septiembre | 15:30    |
| Deportivo Paraguayo  | 4 - 0     | Muñiz                    | Juan Antonio Arias    | 24 de septiembre | 15:30    |
| Juventud Unida       | 0 - 2     | Lugano                   | Ciudad de San Miguel  | 25 de septiembre | 15:30    |
| Libre: El Porvenir   |           |                          |                       |                  |          |

| Fecha 15                 | Fecha 15  | Fecha 15             | Fecha 15                   | Fecha 15     | Fecha 15 |
| Local                    | Resultado | Visitante            | Estadio                    | Fecha        | Hora     |
| ------------------------ | --------- | -------------------- | -------------------------- | ------------ | -------- |
| El Porvenir              | 4 - 3     | Centro Español       | Gildo Francisco Ghersinich | 1 de octubre | 11:00    |
| Lugano                   | 1 - 2     | Argentino de Rosario | José María Moraños         | 2 de octubre | 15:30    |
| Defensores de Cambaceres | 1 - 1     | Deportivo Paraguayo  | 12 de Octubre              | 2 de octubre | 15:30    |
| Sportivo Barracas        | 1 - 1     | Mercedes             | Nuevo Francisco Urbano     | 3 de octubre | 15:30    |
| Muñiz                    | 1 - 1     | Juventud Unida       | Ciudad de San Miguel       | 4 de octubre | 15:30    |
| Libre: Central Ballester |           |                      |                            |              |          |

| Fecha 16              | Fecha 16  | Fecha 16                 | Fecha 16             | Fecha 16      | Fecha 16 |
| Local                 | Resultado | Visitante                | Estadio              | Fecha         | Hora     |
| --------------------- | --------- | ------------------------ | -------------------- | ------------- | -------- |
| Deportivo Paraguayo   | 0 - 0     | El Porvenir              | Juan Antonio Arias   | 8 de octubre  | 15:30    |
| Juventud Unida        | 1 - 0     | Defensores de Cambaceres | Ciudad de San Miguel | 8 de octubre  | 15:30    |
| Mercedes              | 2 - 1     | Lugano                   | Liga Mercedina       | 9 de octubre  | 15:30    |
| Central Ballester     | 1 - 0     | Sportivo Barracas        | Predio Cacique       | 9 de octubre  | 15:30    |
| Argentino de Rosario  | 0 - 1     | Muñiz                    | José Martín Olaeta   | 10 de octubre | 15:30    |
| Libre: Centro Español |           |                          |                      |               |          |

| Fecha 17                 | Fecha 17  | Fecha 17             | Fecha 17                   | Fecha 17      | Fecha 17 |
| Local                    | Resultado | Visitante            | Estadio                    | Fecha         | Hora     |
| ------------------------ | --------- | -------------------- | -------------------------- | ------------- | -------- |
| Lugano                   | 0 - 0     | Central Ballester    | José María Moraños         | 14 de octubre | 15:30    |
| El Porvenir              | 1 - 1     | Juventud Unida       | Gildo Francisco Ghersinich | 14 de octubre | 15:30    |
| Centro Español           | 2 - 3     | Deportivo Paraguayo  | Carlos Alberto Sacaan      | 14 de octubre | 15:30    |
| Muñiz                    | 2 - 0     | Mercedes             | Ciudad de San Miguel       | 15 de octubre | 15:30    |
| Defensores de Cambaceres | 2 - 0     | Argentino de Rosario | 12 de Octubre              | 17 de octubre | 15:30    |
| Libre: Sportivo Barracas |           |                      |                            |               |          |

| Fecha 18                   | Fecha 18  | Fecha 18                 | Fecha 18               | Fecha 18      | Fecha 18 |
| Local                      | Resultado | Visitante                | Estadio                | Fecha         | Hora     |
| -------------------------- | --------- | ------------------------ | ---------------------- | ------------- | -------- |
| Juventud Unida             | 0 - 1     | Centro Español           | Ciudad de San Miguel   | 28 de octubre | 15:30    |
| Argentino de Rosario       | 2 - 2     | El Porvenir              | José Martín Olaeta     | 28 de octubre | 15:30    |
| Mercedes                   | 0 - 0     | Defensores de Cambaceres | Liga Mercedina         | 28 de octubre | 15:30    |
| Central Ballester          | 4 - 0     | Muñiz                    | Predio Cacique         | 29 de octubre | 15:30    |
| Sportivo Barracas          | 3 - 2     | Lugano                   | Nuevo Francisco Urbano | 30 de octubre | 15:30    |
| Libre: Deportivo Paraguayo |           |                          |                        |               |          |

| Fecha 19                 | Fecha 19  | Fecha 19             | Fecha 19                   | Fecha 19       | Fecha 19 |
| Local                    | Resultado | Visitante            | Estadio                    | Fecha          | Hora     |
| ------------------------ | --------- | -------------------- | -------------------------- | -------------- | -------- |
| Deportivo Paraguayo      | 1 - 3     | Juventud Unida       | Juan Antonio Arias         | 4 de noviembre | 11:00    |
| Muñiz                    | 2 - 0     | Sportivo Barracas    | Ciudad de San Miguel       | 6 de noviembre | 15:30    |
| Defensores de Cambaceres | 1 - 1     | Central Ballester    | 12 de Octubre              | 6 de noviembre | 15:30    |
| El Porvenir              | 0 - 0     | Mercedes             | Gildo Francisco Ghersinich | 6 de noviembre | 15:30    |
| Centro Español           | 2 - 2     | Argentino de Rosario | Carlos Alberto Sacaan      | 7 de noviembre | 15:30    |
| Libre: Lugano            |           |                      |                            |                |          |

| Fecha 20              | Fecha 20  | Fecha 20                 | Fecha 20               | Fecha 20        | Fecha 20 |
| Local                 | Resultado | Visitante                | Estadio                | Fecha           | Hora     |
| --------------------- | --------- | ------------------------ | ---------------------- | --------------- | -------- |
| Argentino de Rosario  | 2 - 1     | Deportivo Paraguayo      | José Martín Olaeta     | 12 de noviembre | 15:30    |
| Mercedes              | 0 - 2     | Centro Español           | Liga Mercedina         | 13 de noviembre | 15:30    |
| Central Ballester     | 0 - 3     | El Porvenir              | Predio Cacique         | 13 de noviembre | 15:30    |
| Sportivo Barracas     | 0 - 4     | Defensores de Cambaceres | Nuevo Francisco Urbano | 13 de noviembre | 15:30    |
| Lugano                | 1 - 1     | Muñiz                    | José María Moraños     | 13 de noviembre | 15:30    |
| Libre: Juventud Unida |           |                          |                        |                 |          |

| Fecha 21                 | Fecha 21  | Fecha 21             | Fecha 21                   | Fecha 21        | Fecha 21 |
| Local                    | Resultado | Visitante            | Estadio                    | Fecha           | Hora     |
| ------------------------ | --------- | -------------------- | -------------------------- | --------------- | -------- |
| Defensores de Cambaceres | 2 - 1     | Lugano               | 12 de Octubre              | 20 de noviembre | 17:00    |
| El Porvenir              | 1 - 0     | Sportivo Barracas    | Gildo Francisco Ghersinich | 20 de noviembre | 17:00    |
| Deportivo Paraguayo      | 0 - 2     | Mercedes             | Juan Antonio Arias         | 20 de noviembre | 17:00    |
| Centro Español           | 2 - 1     | Central Ballester    | Carlos Alberto Sacaan      | 24 de noviembre | 17:00    |
| Juventud Unida           | 0 - 4     | Argentino de Rosario | Ciudad de San Miguel       | 24 de noviembre | 17:00    |
| Libre: Muñiz             |           |                      |                            |                 |          |

| Fecha 22                    | Fecha 22  | Fecha 22                 | Fecha 22               | Fecha 22        | Fecha 22 |
| Local                       | Resultado | Visitante                | Estadio                | Fecha           | Hora     |
| --------------------------- | --------- | ------------------------ | ---------------------- | --------------- | -------- |
| Lugano                      | 0 - 1     | El Porvenir              | José María Moraños     | 25 de noviembre | 17:00    |
| Muñiz                       | 1 - 4     | Defensores de Cambaceres | Ciudad de San Miguel   | 25 de noviembre | 17:00    |
| Mercedes                    | 0 - 4     | Juventud Unida           | Liga Mercedina         | 28 de noviembre | 17:00    |
| Central Ballester           | 0 - 0     | Deportivo Paraguayo      | Predio Cacique         | 28 de noviembre | 17:00    |
| Sportivo Barracas           | 0 - 1     | Centro Español           | Nuevo Francisco Urbano | 28 de noviembre | 17:00    |
| Libre: Argentino de Rosario |           |                          |                        |                 |          |

| 1. |

## Goleadores
| Jugador         | Equipo                   | Goles |
| --------------- | ------------------------ | ----- |
| Enzo González   | Muñiz                    | 10    |
| Felipe Senn     | Centro Español           | 9     |
| Mateo Tarrío    | Lugano                   | 9     |
| Franco Gatti    | Mercedes                 | 8     |
| Lucas Molina    | Argentino de Rosario     | 8     |
| Mariano Coletto | Defensores de Cambaceres | 8     |
| Nazareno Mareco | Defensores de Cambaceres | 8     |